# Adobe XD
Adobe XD és una eina basada en vectors desenvolupada i publicada per Adobe Inc per dissenyar i prototips d'experiència d'usuari per a aplicacions web i mòbils. El programari està disponible per a macOS, Windows, iOS i Android. XD admet el disseny de vectors i el desenvolupament de wireframes del lloc web, i la creació de prototips interactius clicables.

## Història
Adobe va anunciar per primera vegada que estava desenvolupant una nova eina de disseny d'interfícies i prototips sota el nom de "Project Comet" a la conferència Adobe MAX d'octubre de 2015. La primera beta pública va ser llançada per MacOS com "Adobe Experience Design CC" a qualsevol que tingués un compte d'Adobe el 14 de març de 2016. Una versió beta d'Adobe XD va ser llançada per a Windows 10 el 13 de desembre de 2016. El 18 d'octubre de 2017, Adobe va anunciar que Adobe XD estava fora de la versió beta.

## Característiques
Adobe XD permet als usuaris crear interfícies d'usuari per a aplicacions mòbils i web. XD ofereix moltes funcions que permeten el disseny i la funcionalitat creatives. Moltes característiques de XD anteriorment eren difícils d'utilitzar o inexistents en altres aplicacions de disseny d'Adobe com Illustrator o Photoshop. Adobe XD ve amb equips d'interfície d'usuari per Apple iOS, Microsoft Windows i Google Material Design ja incorporats.